# Kennebec (pomme de terre)
Kennebec est une variété cultivée de pomme de terre d'origine américaine.
Cette pomme de terre, aux tubercules à chair farineuse de couleur blanche, particulièrement adaptés pour la cuisson au four, la purée et la préparation de frites et de chips. Elle est issue de croisements réalisés  par le Département de l'Agriculture des États-Unis (United States Departement of Agriculture, USDA) en 1948.
Elle a été un temps la principale variété cultivée aux États-Unis et au Canada pour la production de chips. Elle est largement cultivée dans divers pays, notamment en Italie.
En Espagne, la 'Kennebec' est la seule variété autorisée pour la production des appellations (IGP), Pataca de Galicia et Patatas de Prades.

## Origine génétique
Cette variété a été créée par les services du  Département de l'Agriculture des États-Unis par le croisement de deux variétés non commercialisées elles-mêmes issues de Chippewa × Katahdin d'une part et d'Earlaine d'autre part.

### Pedigree
| 'Chippewa' USDA (États-Unis, 1933) | 'Chippewa' USDA (États-Unis, 1933) | 'Chippewa' USDA (États-Unis, 1933) | 'Chippewa' USDA (États-Unis, 1933) | 'Chippewa' USDA (États-Unis, 1933) | 'Chippewa' USDA (États-Unis, 1933) |                                |                                | 'Katahdin' USDA (États-Unis, 1932) | 'Katahdin' USDA (États-Unis, 1932) | 'Katahdin' USDA (États-Unis, 1932) | 'Katahdin' USDA (États-Unis, 1932) | 'Katahdin' USDA (États-Unis, 1932) | 'Katahdin' USDA (États-Unis, 1932) |            |  |  |  |  |  | 'USDA 3895-13' USDA (États-Unis) | 'USDA 3895-13' USDA (États-Unis) | 'USDA 3895-13' USDA (États-Unis) | 'USDA 3895-13' USDA (États-Unis) | 'USDA 3895-13' USDA (États-Unis) | 'USDA 3895-13' USDA (États-Unis) |                                |                                | 'Earlaine' USDA (États-Unis, 1937) | 'Earlaine' USDA (États-Unis, 1937) | 'Earlaine' USDA (États-Unis, 1937) | 'Earlaine' USDA (États-Unis, 1937) | 'Earlaine' USDA (États-Unis, 1937) | 'Earlaine' USDA (États-Unis, 1937) |  |  |  |  |  |  |  |  |  |  |  |  |  |  |  |  |  |  |  |  |  |  |  |  |  |  |
| 'Chippewa' USDA (États-Unis, 1933) | 'Chippewa' USDA (États-Unis, 1933) | 'Chippewa' USDA (États-Unis, 1933) | 'Chippewa' USDA (États-Unis, 1933) | 'Chippewa' USDA (États-Unis, 1933) | 'Chippewa' USDA (États-Unis, 1933) |                                |                                | 'Katahdin' USDA (États-Unis, 1932) | 'Katahdin' USDA (États-Unis, 1932) | 'Katahdin' USDA (États-Unis, 1932) | 'Katahdin' USDA (États-Unis, 1932) | 'Katahdin' USDA (États-Unis, 1932) | 'Katahdin' USDA (États-Unis, 1932) |            |  |  |  |  |  | 'USDA 3895-13' USDA (États-Unis) | 'USDA 3895-13' USDA (États-Unis) | 'USDA 3895-13' USDA (États-Unis) | 'USDA 3895-13' USDA (États-Unis) | 'USDA 3895-13' USDA (États-Unis) | 'USDA 3895-13' USDA (États-Unis) |                                |                                | 'Earlaine' USDA (États-Unis, 1937) | 'Earlaine' USDA (États-Unis, 1937) | 'Earlaine' USDA (États-Unis, 1937) | 'Earlaine' USDA (États-Unis, 1937) | 'Earlaine' USDA (États-Unis, 1937) | 'Earlaine' USDA (États-Unis, 1937) |  |  |  |  |  |  |  |  |  |  |  |  |  |  |  |  |  |  |  |  |  |  |  |  |  |  |
|                                    |                                    |                                    |                                    |                                    |                                    |                                |                                |                                    |                                    |                                    |                                    |                                    |                                    |            |  |  |  |  |  |                                  |                                  |                                  |                                  |                                  |                                  |                                |                                |                                    |                                    |                                    |                                    |                                    |                                    |  |  |  |  |  |  |  |  |  |  |  |  |  |  |  |  |  |  |  |  |  |  |  |  |  |  |
|                                    |                                    |                                    |                                    | 'USDA B 127' USDA (États-Unis)     | 'USDA B 127' USDA (États-Unis)     | 'USDA B 127' USDA (États-Unis) | 'USDA B 127' USDA (États-Unis) | 'USDA B 127' USDA (États-Unis)     | 'USDA B 127' USDA (États-Unis)     |                                    |                                    |                                    |                                    |            |  |  |  |  |  |                                  |                                  |                                  |                                  | 'USDA 96-56' USDA (États-Unis)   | 'USDA 96-56' USDA (États-Unis)   | 'USDA 96-56' USDA (États-Unis) | 'USDA 96-56' USDA (États-Unis) | 'USDA 96-56' USDA (États-Unis)     | 'USDA 96-56' USDA (États-Unis)     |                                    |                                    |                                    |                                    |  |  |  |  |  |  |  |  |  |  |  |  |  |  |  |  |  |  |  |  |  |  |  |  |  |  |
|                                    |                                    |                                    |                                    | 'USDA B 127' USDA (États-Unis)     | 'USDA B 127' USDA (États-Unis)     | 'USDA B 127' USDA (États-Unis) | 'USDA B 127' USDA (États-Unis) | 'USDA B 127' USDA (États-Unis)     | 'USDA B 127' USDA (États-Unis)     |                                    |                                    |                                    |                                    |            |  |  |  |  |  |                                  |                                  |                                  |                                  | 'USDA 96-56' USDA (États-Unis)   | 'USDA 96-56' USDA (États-Unis)   | 'USDA 96-56' USDA (États-Unis) | 'USDA 96-56' USDA (États-Unis) | 'USDA 96-56' USDA (États-Unis)     | 'USDA 96-56' USDA (États-Unis)     |                                    |                                    |                                    |                                    |  |  |  |  |  |  |  |  |  |  |  |  |  |  |  |  |  |  |  |  |  |  |  |  |  |  |
|                                    |                                    |                                    |                                    |                                    |                                    |                                |                                |                                    |                                    |                                    |                                    |                                    |                                    |            |  |  |  |  |  |                                  |                                  |                                  |                                  |                                  |                                  |                                |                                |                                    |                                    |                                    |                                    |                                    |                                    |  |  |  |  |  |  |  |  |  |  |  |  |  |  |  |  |  |  |  |  |  |  |  |  |  |  |
|                                    |                                    |                                    |                                    |                                    |                                    |                                |                                |                                    |                                    |                                    |                                    |                                    |                                    | 'Kennebec' |  |  |  |  |  |                                  |                                  |                                  |                                  |                                  |                                  |                                |                                |                                    |                                    |                                    |                                    |                                    |                                    |  |  |  |  |  |  |  |  |  |  |  |  |  |  |  |  |  |  |  |  |  |  |  |  |  |  |